# Николайчик, Владимир Михайлович
Владимир Михайлович Николайчик (1921—2002) — советский и российский учёный-американист, доктор юридических наук. Заслуженный деятель науки Российской Федерации (1999).

## Биография
Родился 22 декабря 1921 года в Баку. Учился в Москве, где окончил среднюю школу и поступил в Московский юридический институт.
В октябре 1941 года призван на службу в армию. В июне 1943 года был ранен, после госпиталя окончил радиошколу и служил до окончания войны в составе бомбардировочного корпуса авиации дальнего действия в качестве радиста, дежурного по радиосвязи корпуса.
После окончания войны продолжил обучение и в 1949 году окончил Московский юридический институт, а в 1952 году — аспирантуру Института государства и права АН СССР. Начал работать научным сотрудником Всесоюзного НИИ криминалистики Прокуратуры СССР. В 1953 году защитил кандидатскую диссертацию. С 1963 года работал научным сотрудником Всесоюзного института по изучению причин и разработке мер предупреждения преступности Прокуратуры СССР. С 1968 года был сотрудником Института США и Канады АН СССР (РАН) — специалист по американскому уголовному праву, уголовному процессу, криминологии и криминалистике. В 1977 году защитил диссертация на степень доктора юридических наук: «Кризис правовых основ полицейской борьбы с преступностью в США»
Автор более 80 фундаментальных работ, посвящённых анализу концепций правоприменительной политики, состояния и динамики преступности в США, а также сравнительным исследованиям правовых проблем США и СССР:
- США: Билль о правах и полицейское расследование (1973),
- Уголовный процесс США (1981),
- США: полицейский контроль над обществом (1987),
- Иммиграция и гражданство в США (1992),
- Уголовное правосудие в США (1995),
- США: правовое регулирование этики официальных лиц (1998),
- Статистика преступности в США (1998).

Трудовую деятельность окончил старшим советником юстиции 1 февраля 1996 года.
За боевые заслуги был награжден орденом Отечественной войны 2-й степени; за большой вклад в развитие юридической науки неоднократно поощрялся Генеральным прокурором СССР, был награждён многими другими правительственными наградами; заслуженный деятель науки Российской Федерации.
Умер 8 марта 2002 года.